# Christoph Sigmund Hayden
Christoph Sigmund Hayden, též Sigmund Christoph Hayden zu Dorff (12. ledna 1853 Schlierbach – 28. prosince 1926 Kirchdorf an der Krems), byl rakouský šlechtic a politik německé národnosti z Horních Rakous, na přelomu 19. a 20. století poslanec Říšské rady.

## Biografie

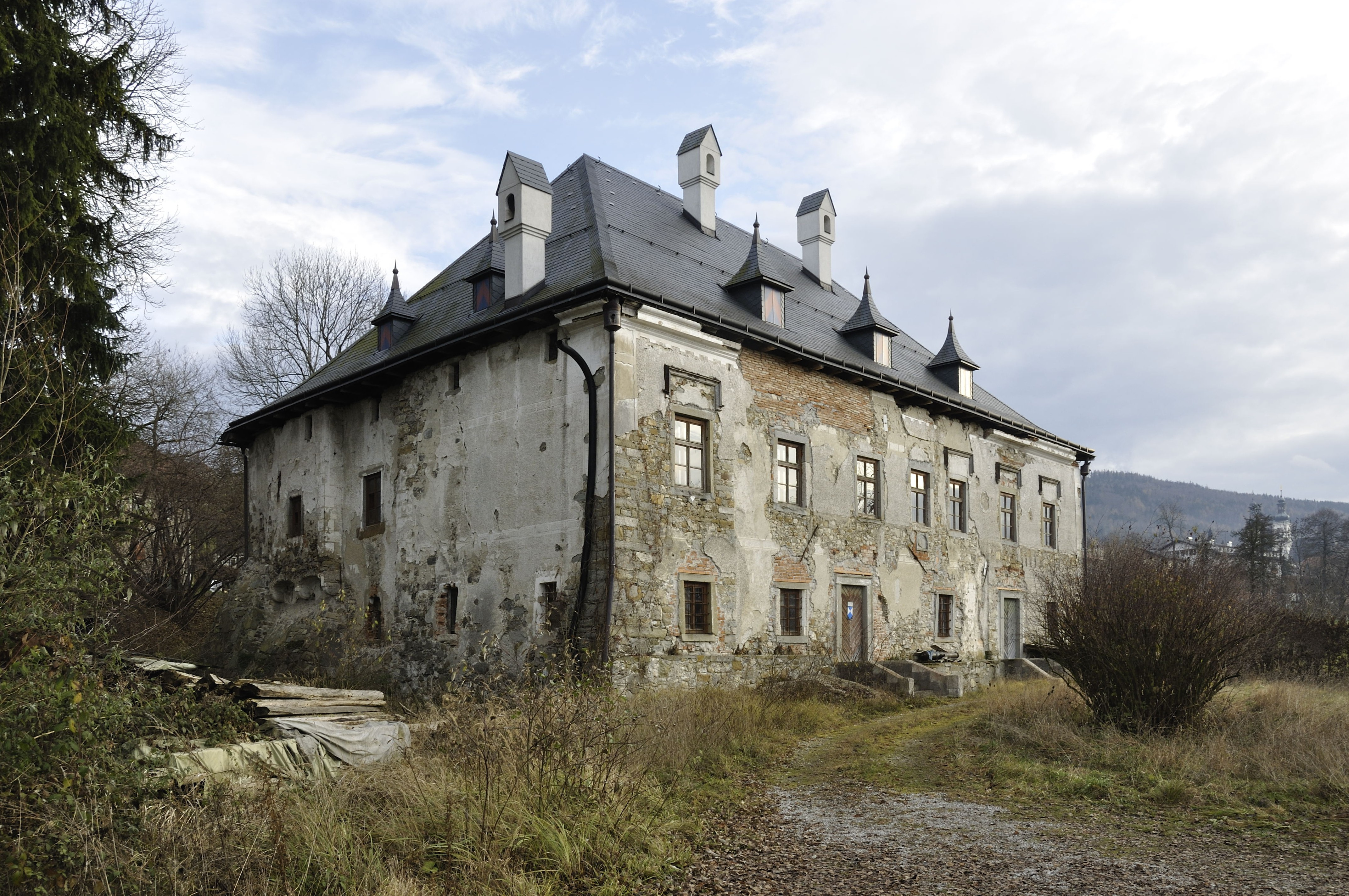
Zámek Dorff, rodiště Christopha Sigmunda Haydena

Pocházel z šlechtického rodu. Jeho otec Eduard Hayden (1815–1895) byl také aktivním politikem. Christoph Sigmund byl jeho jediným synem. Po otcově smrti převzal roku 1896 správu fideikomisního statku.
Christoph Sigmund vystudoval reálnou školu v Innsbrucku. Byl aktivním vojákem. Odsloužil si jeden rok jako dobrovolník a roku 1873 se zapsal na desetiletou vojenskou službu. V roce 1883 se stal nadporučíkem. Z armády odešel roku 1885.
Zasedal jako poslanec Hornorakouského zemského sněmu. Zvolen sem byl v roce 1897. Poslancem byl do roku 1902. Na sněmu zastupoval katolické konzervativce.
Byl i poslancem Říšské rady (celostátního parlamentu Předlitavska), kam usedl v doplňovacích volbách roku 1895 za kurii velkostatkářskou v Horních Rakousích. Nastoupil 7. června 1895 místo svého otce Eduarda Haydena. Mandát zde obhájil ve volbách roku 1897 a volbách roku 1901. Ve volebním období 1891–1897 se uvádí jako svobodný pán Christoph Sigmund von Hayden, statkář, bytem Dorff.
Po nástupu na Říšskou radu byl roku 1895 přijat za člena konzervativního Hohenwartova klubu. Po volbách roku 1897 je řazen mezi konzervativní statkáře. Po volbách roku 1901 se uvádí jako konzervativec, několik týdnů po volbách je potom zmiňován coby člen Klubu středu, který primárně utvořila Katolická lidová strana.